# Бер Грас (Северна Каролина)
Бер Грас (енгл. Bear Grass) град је у америчкој савезној држави Северна Каролина.

## Демографија
По попису из 2010. године број становника је 73, што је 20 (37,7%) становника више него 2000. године.
| Група             | 2000.       | 2010.      |
| Белци             | 53 (100,0%) | 64 (87,7%) |
| Афроамериканци    | 0 (0,0%)    | 6 (8,2%)   |
| Азијати           | 0 (0,0%)    | 0 (0,0%)   |
| Хиспаноамериканци | 0 (0,0%)    | 0 (0,0%)   |
| Укупно            | 53          | 73         |